# 傅汝為
傅汝為（？—1642年），字于宣，湖廣荊州府江陵縣人。明末官員。

## 生平
傅汝為是崇禎三年庚午科鄉試第四十八名舉人，七年（1634年）登甲戌科會試第一百三十一名，廷試三甲第三十七名進士，都察院觀政，本年任浙江秀水縣知縣，崇禎九年（1636年）捐款興建冷仙亭於嘉興城東玄妙觀石臺上，未竣、十年考察，遷歸善知縣、十二年調南京兵部車駕司主事、八月升車駕司郎中，十四年陞河南汝寧府知府，助楊文岳抵禦流寇。崇禎十五年（1642年）九月十三日，李自成攻破汝寧，傅汝为跳水自殺。

## 家族
曾祖傅朝珍，推官，赠山东布政使；祖父傅作舟，辛未進士，官光禄寺少卿；父傅愉。